# Acampada Jove
L'Acampada Jove és un festival politicomusical organitzat per les Joventuts d'Esquerra Republicana cada estiu des del 1996. Combina el caràcter lúdic típic d'una festa amb la reivindicació política i social pròpia de l'ideari del Jovent Republicà: l'independentisme i el socialisme. Segons els organitzadors, es tracta d'un «punt de trobada de la festa, de la música feta a casa nostra, de la música en català i de la música internacional amb accent reivindicatiu».

## Edicions
| Any  | Lloc                                           | Dates                                          | Artistes | Assist.                                        | Notes |
| ---- | ---------------------------------------------- | ---------------------------------------------- | --- | ---------------------------------------------- | --- |
| 1996 | Arbúcies                                       | 19 i 20 de juliol                              | Al Tall, Brams, Ja t'ho diré, Màgia Blanca | 300                                            | |
| 1997 | Arbúcies                                       | 18, 19 i 20 de juliol                          | Els Pets, Brams, Joxe Ripiau, Munlogs, Fes-te Fotre | 400                                            | |
| 1998 | Arbúcies                                       | 17 i 18 de juliol                              | Dr. Calypso, Komando Moriles, Gossos, Lax'n'Busto, etc... | 4.000                                          | |
| 1999 | Arbúcies                                       | 15, 16 i 17 de juliol                          | - Dijous 15: Brams, KOP, Insurrectes, Oprimits, Opció K-95. - Divendres 16: Ska-Jazz, Dr. Calypso, Skarface, Malarians, Skatobeat. - Dissabte 17: Joxe Ripiau, Lax'n'Busto, Obrint Pas, Dusminguet, Skacha. | 6.000                                          | També es va augmentar l'àrea d'acampada de l'anterior edició i s'ampliaren els serveis. |
| 2000 | Arbúcies                                       | 20, 21 i 22 de juliol                          | - Dijous 20: Macaco, Els Pixess, Bourbons, Darker Than, Oprimits, Raskaï - Divendres 21: Dr. Calypso, Oral Sax, No Nem bé, Blues de Picolat, Skaband Malajunça i Amusic Skazz Band - Dissabte 22: Els Pets, Skalariak, Brams, Fes-te Fotre i Sòviets | 10.000                                         | |
| 2001 | Arbúcies                                       | 19, 20 i 21 de juliol                          | - Dijous 19: Fes-te Fotre, No Nem bé, Oprimits, Sva-ters, Petits fours, Aquitamxé (Dj Creys) - Divendres 21: Betagarri, Lax'n'Busto, Obrint Pas, Macaco, Sant Gatxo, Tipuaixí - Dissabte 22: Els Pets, Dr. Calypso, Elèctrica Dharma, Hechos Contra el Decoro, Selektah Kolektiboa i Burman Flash | 13.000                                         | Tanmateix, s'hi van organitzar activitats i una manifestació sota el lema "Contra la imPPosició, construïm un poble lliure" al·ludint a l'oposició de les JERC a l'aleshores cap del govern espanyol José M. Aznar. |
| 2002 | Arbúcies                                       | 18, 19 i 20 de juliol                          | - Dijous 18: Lax'n'Busto, Mesclat, Sapo, Glissando, Aquitamxé i Deskarats. - Divendres 19: Dusminguet, Betagarri, Obrint Pas, Dr. Ring-Ding i Banda Bassotti. - Dissabte 20: Celtas Cortos, New York Ska-Jazz Ensemble, Brams, Antònia Font i Skandol Public | 19.000                                         | |
| 2003 | Arbúcies                                       | 17, 18 i 19 de juliol                          | - Dijous 17: Mesclat, Elèctrica Dharma, Berri Txarrak, La Carrau i Sutrak. - Divendres 18: Reincidentes, Brams, Gerard Quintana, Dr. Calypso, Celtas Cortos i Burman Flash - Dissabte 19: Sepultura, Obrint Pas, Els Pets, Skalariak, Dept. | 25.000                                         | |
| 2004 | Arbúcies                                       | 15, 16 i 17 de juliol                          | - Dijous 15: Els Pets, Cheb Balowski, Dept., Mesclat i Sutagar. - Divendres 16: Spook and the guay, Lax'n'Busto, Betagarri, Soziedad Alkoholika i The Toasters - Dissabte 17: Orishas, Obrint Pas, Lluís Llach, Skatalites i La Gossa Sorda. | 30.000                                         | |
| 2005 | Sant Celoni                                    | 14, 15 i 16 de juliol                          | - Dijous 14: Ska-P, Dept., Mesclat, Sutagar i La Carrau. - Divendres 15: The Toy Dolls, New York Ska-Jazz Ensemble, Lluís Llach i Feliu Ventura, Habeas Corpus i La Gossa Sorda. - Dissabte 16: Rosendo, Obrint Pas, Ismael Serrano, Skatalà i Antònia Font. | 36.000                                         | Arribats al desè aniversari de l'Acampada va optar per un canvi en la ubicació del festival. Des de l'organització es va assumir el repte d'una nova etapa i es va escollir la ciutat de Sant Celoni com la nova seu de l'Acampada Jove, i també es complia en un dels trets distintius de l'esdeveniment: romandre dins l'espai natural que l'ha vist néixer i créixer, el Montseny. Aquesta ciutat va veure batre el rècord d'afluència a l'Acampada. A Arbúcies, per tal de no quedar-se sense festival, aquest mateix any es va fer la primera edició del popArb.                             |
| 2006 | Sant Celoni                                    | 13, 14 i 15 de juliol                          | - Dijous 13: Boikot, Dr. Ring-Ding, Mesclat, Gertrudis i Oprimits. - Divendres 14: Skalariak, Lax'n'Busto, Dr. Calypso, La Gossa Sorda i Aramateix. - Dissabte 15: Paradise Lost, Betagarri, Gossos, Soziedad Alkoholika i Elèctrica Dharma. | 38.000                                         | |
| 2007 | Sant Celoni                                    | 12, 13 i 14 de juliol                          | - Dijous 12: Skaparates, The Locos, Dr. Ring-Ding, Bongo Botrako, La Gossa Sorda i Buhos - Divendres 13: Xeic!, Els Pets, Txarango, La Pegatina, Strombers i Miquel del Roig - Dissabte 14: Dept., Lax'n'Busto, Dr. Calypso, Modena City Ramblers, Brams i Balkatalan Experience. | 38.000                                         | |
| 2008 | Sant Celoni                                    | 10, 11 i 12 de juliol                          | - Dijous 10: Desgavell, Vall Folk Ska, Kontra-Band, Kayo Malayo, Betagarri i Dr. Calypso. - Divendres 11: Sota Zero, The Toasters, Strombers, La Kinky Beat i Banda Bassotti. - Dissabte 12: La Gossa Sorda, Sva-ters, Soziedad Alkoholika, Els Pets i Revolta 21. | 25.000                                         | Els concerts de la nit de dissabte a diumenge es van haver de suspendre per qüestions meteorològiques. Tanmateix, el primer dia acollí el festival itinerant FesTOUR. |
| 2009 | Montblanc                                      | 16, 17 i 18 de juliol                          | - Dijous 16: Strombers, La Gossa Sorda, Kayo Malayo, Costo Rico i Sonason. - Divendres 17: Sota Zero, Betagarri, Dr. Calypso, La Troba Kung-Fú i Los Delinqüentes. - Dissabte 18: Els Pets, Banda Bassotti, Oprimits, Reincidentes, Skatalites i Muyayo Rif. | 27.000                                         | L'organització va anar a càrrec d'uns 500 militants de les JERC. |
| 2010 | Montblanc                                      | 15, 16 i 17 de juliol                          | - Dijous 15: Strombers, La Pegatina, Muyayo Rif, Kayo Malayo, Terratombats i Miquel del Roig. - Divendres 16: Ojos de Brujo, Pepet i Marieta, Los Delinqüentes, Che Sudaka, Orxata Sound System. - Dissabte 17: Els Pets, Dr. Calypso, Skatalà, Banda Bassotti i Oprimits. | 25.000                                         | El 3 de juny de 2010 es va presentar a Barcelona la que seria la 15a Acampada Jove, que es va realitzar per segon any consecutiu a Montblanc. Per altra banda, tot i que no van tocar en aquesta edició la Companyia Elèctrica Dharma va rebre un reconeixement "per la seva trajectòria, per la seva qualitat musical i pel seu compromís amb el país i la cultura". A més, entre les activitats lúdiques i els tallers polítics programats va destacar un acte polític central on van intervindre el president d'ERC Joan Puigcercós i el director i portaveu nacional de les JERC Gerard Coca. |
| 2011 | Montblanc                                      | 14, 15 i 16 de juliol                          | - Dijous 14: Skaparates, The Locos, Dr. Ring-Ding, Bongo Botrako, La Gossa Sorda i Buhos - Divendres 15: Xeic!, Els Pets, Txarango, La Pegatina, Strombers i Miquel del Roig - Dissabte 16: Dept., Lax'n'Busto, Dr. Calypso, Modena City Ramblers, Brams i Balkatalan Experience. | 30.000                                         | [ 25 ] |
| 2012 | Montblanc                                      | 12, 13 i 14 de juliol                          | - Dijous 12: La Pegatina, Kòdul, Canteca de Macao, Brams i Kayo Malayo - Divendres 13: Feliu Ventura, Els Amics de les Arts, Lax'n'Busto, Bongo Botrako i La Gossa Sorda - Dissabte 14: Aspencat, Betagarri, Boikot, Strombers i Txarango | 29.000                                         | En l'acte polític central, que va tenir lloc el dia 14, hi van participar Mary Lou McDonald, Vicepresidenta del Sinn Féin, Oriol Junqueras, President d'Esquerra i Gerard Gómez del Moral, Portaveu Nacional de les JERC. |
| 2013 | Montblanc                                      | 18, 19 i 20 de juliol                          | - Dijous 18: Bad Manners, Boikot, Bongo Botrako, Kòdul, Xeic!, El Veïnat i Relamidos - Divendres 19: La Pegatina, Kayo Malayo, Reincidentes, Gossos, Aspencat, Blaumut i Quart Primera - Dissabte 20: Lax'n'Busto, Dr. Calypso, Alamedadosoulna, Strombers, Joan Dausà i els Tipus d'Interès, Oprimits i Pau Alabajos                                                                                                 | 26.000                                         | [ 31 ] |
| 2014 | Montblanc                                      | 17, 18 i 19 de juliol                          | - Dijous 17: Bonobos, Itaca Band, Kaoba, Pepet i Marieta, Txarango i Pirat's Sound Sistema. - Divendres 18: Obeses, Green Valley, Aspencat, La Gossa Sorda, Talco, Germà Negre i Ebri Knight - Dissabte 19: Els Pets, Els Amics de les Arts, Brams, Juantxo Skalari & la Rude Band, La Raíz, Cybee i Projecte Mut. | 30.000                                         | La direcció va dir que va ser l'edició més multitudinària de les que s'havien fet a Montblanc. L'acte polític central va tenir lloc el 19, amb parlament d'Oriol Junqueras, Pep Andreu i el portaveu nacional de les JERC, Gerard Gómez. |
| 2015 | Montblanc                                      | 16, 17 i 18 de juliol                          | - Dijous 16: La Pegatina, Boikot, Brams, Buhos, Alquadrat, Hora de Joglar, Smoking Souls i Tropical Rots PD's. - Divendres 17: Aspencat, La Gossa Sorda, Doctor Prats, Els Catarres, Itaca Band, Auxili, Atupa i DJ OGT. - Dissabte 18: La Raíz, ZOO, Lax'n'Busto, Strombers, Dr. Calypso, Xeic!, Feliu Ventura amb el Xerramequ i els aborígens i DJ Sendo.                                                          | 32.000                                         | [ 36 ] [ 37 ] |
| 2016 | Montblanc                                      | 14, 15 i 16 de juliol                          | - Dijous 14: Son de la Chama, Miquel del Roig, La Barraca, Talco, la Raíz, Animal, Doctor Prats, DJ OGT - Divendres 15: Sense Sal, VaDeBo, Lágrimas de Sangre, Green Valley, Aspencat, Buhos, Atupa, Tropical Riots, - Dissabte 16: Bonobos, Obeses, Terrasseta de Preixens, Auxili, Oques Grasses, Strombers, Ebri Knight, DJ Sendo                                                                                  | 33.000                                         | |
| 2017 | Montblanc                                      | 13, 14 i 15 de juliol                          | - Dijous 13: Xeic!, Doctor Prats, La Pegatina, Miquel del Roig, JoKB, La Terrasseta de Preixens, Aspencat i DJ Ogt. - Divendres 14: Els Amics de les Arts, Boikot, Brams, Buhos, Mellow Mood, Cesk Freixas, Hora de Joglar i DJ Sendo. - Dissabte 15: ZOO, Itaca Band, Ebri Knight, Smoking Souls, Ovella Xao, El Diluvi, Roba Estesa, Segonamà i Tropical Riots PD's.                                                | 30.000                                         | [ 40 ] |
| 2018 | Montblanc                                      | 19, 20 i 21 de juliol                          | - .Dijous 19: Senyor Oca, La Raíz, Tremenda Jauría, Auxili, Setrill, Txarango, Porto Bello, Suu i Dj. OGT - Divendres 21: Germà Negre, Xavi Sarrià i el cor de la fera, Prozak Soup, Els Catarres, Smoking Souls, Marcel Lázara i Júlia Arrey, Ebri Knight, Sense Sal i Tropical Riots PD's. - Dissabte 22: Koers, Talco, Assekes, Buhos, Gemma Humet, Roba Estesa, JoKB, VaDeBo, Doctor Prats, Valtonyc i Dj. Sendo. | 31.000                                         | |
| 2019 | Montblanc                                      | 18, 19 i 20 de juliol                          | - Dijous 18: Green Valley, Doctor Prats, El Diluvi, Miquel del Roig, Pupil·les, Andana, Adala & The Same Song Band, Sense Sal i PD Ixentes - Divendres 19: Zoo, Buhos, Tribade, Auxili, Huntza, Alidé Sans, Júlia Colom, La Otra y las Locas del Co., Koers i Ricard Cendra - Dissabte 20: Oques Grasses, Boikot, LilDami, Ju, Train To Roots, Obeses, Strombers, Ivette Nadal, JoKB i Tropical Riots PD's            | 27.000                                         | |
| 2020 | Cancel·lat a causa de la pandèmia per Covid 19 | Cancel·lat a causa de la pandèmia per Covid 19 | Cancel·lat a causa de la pandèmia per Covid 19 | Cancel·lat a causa de la pandèmia per Covid 19 | Cancel·lat a causa de la pandèmia per Covid 19 |
| 2021 | Montblanc                                      | 16, 17 i 18 de juliol                          | - Dijous 16: Zoo, Ebri Knight, Mafalda, Roba Estesa i Ju. - Dissabte 17: Boikot, Ciudad Jara, El Diluvi, Xavi Sarrià i Smoking Souls. - Dissabte 18: Oques Grasses, Buhos, Doctor Prats, 31 FAM i The Tyets |                                                | Aquesta edició es va acabar suspenent degut a l'increment de casos de COVID19 a Catalunya una setmana abans de la seva celebració. |
| 2022 | St Sadurní d'Anoia                             | 14, 15 i 16 de juliol                          | - Dijous 14: La Pegatina, Ginestà, Huntza, The Tyets, Lildami, Al·lèrgiques al Pol·len, El Ventilador. - Divendres 15: Buhos, Mafalda, Smoking Souls, El Diluvi, JazzWoman, Tribade, Rudymentari. - Dissabte 16: Auxili, La Fúmiga, Ciudad Jara, Xavi Sarrià, Ebri Knight, Roba Estesa i El Pony Pisador. |                                                | [ 48 ] |
| 2023 | St Sadurní d'Anoia                             | 13, 14 i 15 de juliol                          | |                                                | |